# Giangabriele Menichini
Giangabriele Menichini (Chieti, 16 ottobre 1964 – Pescara, 3 marzo 2004) è stato un militare italiano, Appuntato Scelto dell'Arma dei Carabinieri, insignito di Medaglia d'oro al valor civile (alla memoria).